# Froesiodendron urceocalyx
Froesiodendron urceocalyx är en kirimojaväxtart som beskrevs av Nancy A. Murray. Froesiodendron urceocalyx ingår i släktet Froesiodendron och familjen kirimojaväxter. Inga underarter finns listade i Catalogue of Life.